# Nathanaël Berthon
Pour les articles homonymes, voir Berthon.
Nathanaël Berthon, né le 1er juillet 1989 à Beaumont (Puy-de-Dôme), est un pilote automobile français. Il est pilote de développement chez Caterham F1 Team en 2014, et pilote également en GP2 Series, antichambre de la Formule 1. Il pilote en Championnat de Formule E FIA depuis 2015-2016.

## Biographie

### Karting (2006-2007)
Berthon a commencé sa carrière de karting international en 2006, avec comme points culminants une troisième place dans le Copa Campeones Trophée ICA et une cinquième dans la catégorie d'Élite du Championnat de France. L'année suivante il finit de nouveau cinquième dans la classe d'Élite de ce même championnat. Il a aussi fini également huitième dans la South Garda Winter Cup KF1 et 13e dans la Coupe du monde KF1.

### Formule Renault (2008-2009)
En 2008, Berthon passe à la monoplace en participant à la Formula Renault 2.0 West European Cup ainsi qu'à l’Eurocup Formule Renault pour le compte de Boutsen Energy Racing. Dans la Formula Renault 2.0 West European Cup il a fini dans les points à quatre occasions, marquant neuf points lui permettant d’être classé en dix-huitième place. Dans l’Eurocup en revanche il ne marque aucun point finissant comme meilleur résultat qu’une douzième place au Nurburgring.
En 2009 il repart en campagne dans ces deux mêmes séries mais change d’écurie pour le team Epsilon Euskadi. Il gagne sa première course d'Eurocup Formule Renault dès le premier round à Barcelone après que son coéquipier Albert Costa ait été disqualifié. Il poursuit avec un nouveau podium
Sur le Hungaroring pour finir sixième au classement.
Dans la Formula Renault 2.0 West European Cup, Berthon signe une victoire à Spa-Francorchamps ainsi que six autres podiums ce qui lui permet de finir troisième du championnat, derrière Jean-Éric Vergne et le champion Costa.
Il se voit également couronné champion de France de Formule Renault 2.0 cette série étant intégrée à la West European Cup.

### World Series by Renault (2010-2011)
En octobre 2009, Berthon teste pour la première fois une Formule Renault 3.5 de la World Series by Renault pour le compte de Tech 1 Racing sur le circuit de Motorland Aragon en Espagne en récompense de son titre en Formule Renault 2.0. Lors des tests suivant sur le circuit de Catalunya il roule pour Draco Racing, l’équipe championne en titre avec Bertrand Baguette. Les essais sont si concluants que le 1er décembre 2009 l’équipe annonce son recrutement pour la saison 2010. Il aura pour coéquipier le colombien Julián Leal, redoublant dans la discipline.
Les bonnes nouvelles n’arrivant jamais seules, il est intégré à l’équipe de France FFSA circuit pour l’année 2010.
Lors de la première manche de la saison sur le circuit de Motorland Aragón en Espagne, après des qualifications ratées en dépit de bons temps aux essais, il réussit brillamment ses débuts dans la discipline. Le samedi, sous la pluie, il effectue une splendide remontée mais n'en sera pas récompensé car il abandonnera alors qu'il était revenu à la porte des points. En revanche le dimanche, il effectue une course solide qu'il termine à une 4e place qui se transforme très vite en podium après la disqualification de Jan Charouz. Après un début de saison marqué par la malchance, l'éclaircie arrive à Brno avec une deuxième place et surtout à Magny-Cours où il signe une magnifique victoire qui le replace dans la course au titre.
Pour la saison 2011, il est à nouveau en position de brûler les étapes en intégrant directement les GP2 Series. Fortement pressenti comme coéquipier de Romain Grosjean au sein de l'écurie DAMS, il se voit coiffé sur le poteau par un pilote mieux loti financièrement.
Il réussit à rebondir en remplaçant au pied levé l'infortuné Dean Stoneman, gravement malade, au sein de l'écurie ISR Racing. Il fait ainsi une seconde saison de Formule Renault 3.5. Ses solides performances en course sont malheureusement rarement transformées en résultats tangibles en raison surtout d'une malchance noire, il ne termine donc que très loin au championnat. Seul réconfort, il fait souvent jeu égal en performance pure avec son équipier le grand espoir australien Daniel Ricciardo.

### Premiers tests en Formule 1 et GP2 Series (2011-2013)
En novembre 2011, il réalise ses premiers essais en Formule 1 avec l'écurie HRT Formula One Team. Il participe au meeting de GP2 organisé hors championnat à Abou Dabi, au sein de la structure Racing Engineering. Cette expérience est très remarquée des observateurs, non pas par le résultat brut, mais surtout par des remontées spectaculaires compensant des qualifications moyennes. Ce coup d'essai accélère dans un premier temps l'essai en Formule 1 avec HRT, mais surtout, cela lui vaut d'être convié aux tests de pré saison. Auteur de chronos très encourageants, il se voit titularisé aux côtés du suisse Fabio Leimer au sein de l'écurie Racing Engineering, où il dispute la saison 2012 de GP2 Series. Il termine la saison à la 12e place, avec comme meilleurs résultats une deuxième place à Barcelone et à Budapest.
Pour 2013, Nathanaël dispute la saison avec Trident Racing, aux côtés de Kevin Ceccon (en). Il obtient sa première victoire en GP2 lors de la seconde course à Budapest, et signe par la même occasion son premier meilleur tour. Il révélera s'être senti particulièrement à l'aise au volant de sa monoplace, chose qu'il explique par le fait qu'il ait changé d'ingénieur de piste. Mais il n'a alors pas assez de budget pour continuer la saison après la manche de Spa-Francorchamps (il lui manquera près de 200 000 euros pour boucler son budget).

### GP2 Series, pilote d'essais chez Caterham F1 et endurance (2014)
Le 8 juillet 2014, Caterham F1 Team l'engage en tant que pilote de développement, faisant de lui la première recrue de Caterham F1 Team, depuis le rachat de l'équipe par un consortium de sociétés suisses et dubaïotes, de Christijan Albers et de Colin Kolles,. Durant la saison 2014, en parallèle de son programme en GP2 Series, il effectue des démonstrations au volant de monoplaces Caterham, dans des villes, comme Jérusalem. À la fin de saison, l'écurie disparait et laisse Berthon sur la touche.
En 2014, il signe avec le nouveau Venezuela GP Lazarus (en), mais les performances de l'équipe et de Berthon sont assez modestes et le Français doit terminer à une lointaine 20e place au championnat, sans aucun podium. La même année, il fait ses débuts en endurance et participe aux 24 Heures du Mans avec Karun Chandhok et Rodolfo González mais doit abandonner.

### GP2 Series, endurance et essais en Formule E (2015)
En GP2 2015, Nathanaël Berthon continue avec Lazarus (en) et décroche un podium dès la deuxième course. Il marque par la suite quelques points à Spa-Francorchamps. Le pilote français participe aux European Le Mans Series 2015 et termine notamment deuxième aux 4 Heures d'Imola. Il participe également à ses premiers essais en Formule E avec Team Aguri lors de la quatrième journée d'essais officiels, se présentant comme l'un des candidats pour un poste de titulaire pour la saison 2015-2016,. Sa signature est confirmée à une semaine du début de saison, à la mi-octobre.

## Carrière

### Résultats saisons
| Saison  | Championnat                                 | Équipe                     | Courses | Victoires | Poles | M/Tours | Podiums | Points | Position |
| ------- | ------------------------------------------- | -------------------------- | ------- | --------- | ----- | ------- | ------- | ------ | -------- |
| 2008    | Formula Renault 2.0 West European Cup       | Boutsen Energy Racing      | 15      | 0         | 0     | 0       | 0       | 9      | 18e      |
| 2008    | Eurocup Formula Renault 2.0                 | Boutsen Energy Racing      | 14      | 0         | 0     | 0       | 0       | 0      | 33e      |
| 2009    | Eurocup Formula Renault 2.0                 | Epsilon Euskadi            | 14      | 1         | 0     | 0       | 2       | 67     | 6e       |
| 2009    | Formula Renault 2.0 West European Cup       | Epsilon Euskadi            | 14      | 1         | 1     | 1       | 7       | 120    | 3e       |
| 2010    | Formula Renault 3.5 Series                  | International DracoRacing  | 17      | 1         | 0     | 0       | 4       | 60     | 7e       |
| 2010    | Formule 3 Britannique                       | ART Grand Prix             | 3       | 0         | 0     | 0       | 0       | 0      | n.c †    |
| 2011    | Formula Renault 3.5 Series                  | ISR Racing                 | 17      | 0         | 0     | 0       | 1       | 37     | 13e      |
| 2011    | GP2 Asia Series                             | Racing Engineering         | 4       | 0         | 0     | 0       | 0       | 0      | 23e      |
| 2011    | GP2 Final                                   | Racing Engineering         | 2       | 0         | 0     | 0       | 0       | 0      | 11e      |
| 2012    | GP2 Series                                  | Racing Engineering         | 24      | 0         | 0     | 0       | 2       | 60     | 12e      |
| 2012    | Toyota Racing Series                        | M2 Competition             | 15      | 0         | 0     | 1       | 0       | 755    | 7e       |
| 2013    | GP2 Series                                  | Trident Racing             | 22      | 1         | 0     | 2       | 1       | 21     | 20e      |
| 2014    | European Le Mans Series                     | Murphy Prototypes          | 2       | 0         | 1     | 0       | 1       | 16     | 16e      |
| 2014    | GP2 Series                                  | Venezuela Lazarus (en)     |         | 0         | 0     | 0       | 0       | 17     | 20e      |
| 2015    | European Le Mans Series                     | Murphy Prototypes          | 5       | 0         | 0     | 0       | 1       | 26     | 10e      |
| 2015    | 24 Heures du – LMP2                         | Murphy Prototypes          | 1       | 0         | 0     | 0       | 0       | N/A    | 5e       |
| 2015    | GP2 Series                                  | Venezuela Lazarus (en)     | 14      | 0         | 0     | 0       | 1       | 24     | 14e      |
| 2015–16 | Formula E                                   | Team Aguri                 | 3       | 0         | 0     | 0       | 0       | 4      | 17e      |
| 2015–16 | Trophée Andros – Électrique (en)            | Biovitis                   | 11      | 2         | 0     | 2       | 4       | 316    | 4e       |
| 2016    | Championnat du monde d'endurance FIA – LMP2 | G-Drive Racing             | 2       | 0         | 2     | 0       | 1       | 27     | 22e      |
| 2016    | European Le Mans Series                     | Greaves Motorsport         | 4       | 0         | 0     | 0       | 0       | 28     | 11e      |
| 2016    | 24 Heures du Mans – LMP2                    | Greaves Motorsport         | 1       | 0         | 0     | 0       | 0       | N/A    | 6e       |
| 2016–17 | Trophée Andros – Élite                      | Belgian Audi Club Team WRT | 13      | 4         | 4     | 4       | 8       | 614    | 1re      |
| 2017    | European Le Mans Series                     | Panis-Barthez Compétition  | 5       | 0         | 1     | 0       | 0       | 35     | 13e      |
| 2017    | 24 Heures du Mans – LMP2                    | Panis-Barthez Compétition  | 1       | 0         | 0     | 0       | 0       | N/A    | DNF      |
| 2017    | Blancpain Endurance Series                  | Belgian Audi Club Team WRT | 4       | 0         | 0     | 0       | 0       | 2      | 45e      |
| 2017    | Intercontinental GT Challenge (en)          | Belgian Audi Club Team WRT | 1       | 0         | 0     | 0       | 0       | 0      | NC       |
| 2017–18 | Trophée Andros – Élite Pro                  | Comtoyou Racing (en)       | 13      | 2         | 2     | 1       | 7       | 618    | 3e       |
| 2018    | 24 Heures du Mans – LMP2                    | DragonSpeed                | 1       | 0         | 0     | 0       | 0       | 7      | 9e       |
| 2019    | 24 Heures du Mans - LMP1                    | REBELLION RACING           | 1       | 0         | 0     | 0       | 0       | 20     | 5e       |
| 2020    | 24 Heures du Mans - LMP1                    | REBELLION RACING           | 1       | 0         | 0     | 0       | 0       | 24     | 4e       |
| 2023    | 24 Heures du Mans- Hypercar                 | GLICKENHAUS RACING         | 1       | 0         | 0     | 0       | 0       | 12     | 7e       |

† – Pilote invité, pas de points marqués
Au 24 août 2015